# Serviès
Serviès là một xã trong vùng Occitanie, thuộc tỉnh Tarn, quận Castres, tổng Vielmur-sur-Agout. Tọa độ địa lý của xã là 43° 39' vĩ độ bắc, 02° 01' kinh độ đông. Serviès nằm trên độ cao trung bình là 140 mét trên mực nước biển, có điểm thấp nhất là 136 mét và điểm cao nhất là 312 mét. Xã có diện tích 12,8 km², dân số vào thời điểm 1999 là 517 người; mật độ dân số là 40 người/km².

## Thông tin nhân khẩu
| 1962 | 1968 | 1975 | 1982 | 1990 | 1999 |
| ---- | ---- | ---- | ---- | ---- | ---- |
| 319  | 353  | 356  | 365  | 431  | 517  |